# Dactylaria fusiformis
Dactylaria fusiformis är en svampart som beskrevs av Shearer & J.L. Crane 1971. Dactylaria fusiformis ingår i släktet Dactylaria, ordningen disksvampar, klassen Leotiomycetes, divisionen sporsäcksvampar och riket svampar.   Inga underarter finns listade i Catalogue of Life.